# Pass You By
«Pass You By» — песня в стиле R&B, изданная американской вокальной группой Boyz II Men с альбома «Nathan Michael Shawn Wanya». Сингл «Pass You By» стал коммерческим провалом в Соединенных Штатах, ему не удалось попасть в чарт Billboard Hot 100, заняв всего лишь 4 место в Billboard Bubbling Under Hot 100 Singles, что приравнивается к 104 результату. Однако, «Pass You By» был более успешен в чарте Hot R&B/Hip-Hop Songs, заняв высшее 27 место. В международном отношении, «Pass You By» занял 73 место во Франции и 98-е в Нидерландском чарте Dutch Singles Chart. В Австралии «Pass You By» дебютировал на 13 месте, после чего выпал из чарта на следующей неделе.

## Список композиций
1. «Pass You By» (Radio edit)
2. «Darlin»
3. «Rose and a Honeycomb»
4. «Pass You By» (Instrumental)[1]

## Позиции в чартах
| Чарты (2000)                                    | Высшее место |
| ----------------------------------------------- | ------------ |
| U.S. Billboard Hot 100                          | 104          |
| U.S. Billboard Hot R&B/Hip-Hop Singles & Tracks | 27           |
| Dutch Singles Chart                             | 98           |
| French Singles Chart                            | 73           |
| Australian ARIA Singles Chart                   | 13           |